# Chrám svatého Rostislava
Chrám svatého Rostislava je pravoslavný chrám ve Znojmě.

## Historie
Chrám byl postaven po rozvoji města za hranicemi hradeb na dnešním náměstí Otmara Chlupa, postaven byl mezi lety 1910 a 1911. Jeho autorem byl vídeňský architekt Ludwig Faigl, původně byl určen pro německé evangelíky – luterány. Po vysídlení Němců ze Znojma byl chrám darován Církvi československé a posléze byl darován v roce 1995 pravoslavné církvi. Tato církev nechala chrám rekonstruovat a nechala jej zasvětit svatému Rostislavovi.
Roku 2013 došlo ke snížení původně třístupňového mramorového oltáře o celý horní stupeň.